# 博蒙德佩尔蒂
博蒙德佩尔蒂（法語：Beaumont-de-Pertuis，法語發音：[bomɔ̃ də pɛʁtɥi]，意为“佩尔蒂的博蒙”）是法国普罗旺斯-阿尔卑斯-蓝色海岸大区沃克吕兹省的一个市镇，属于阿普特区。

## 地理
博蒙德佩尔蒂（43°44'15"N, 5°41'19"E）面积56.07 平方千米，位于法国普罗旺斯-阿尔卑斯-蓝色海岸大区沃克吕兹省，该省份为法国东南部内陆省份，北起德龙省，西北接阿尔代什省，西接加尔省，南至罗讷河口省，东南角与瓦尔省接壤，东临上普罗旺斯阿尔卑斯省。
与博蒙德佩尔蒂接壤的市镇（或旧市镇、城区）包括：普罗旺斯地区科比耶尔、皮埃尔韦尔、迪朗斯河畔圣保罗、韦尔东河畔维农、茹尔当堡、格朗布瓦、米拉博。

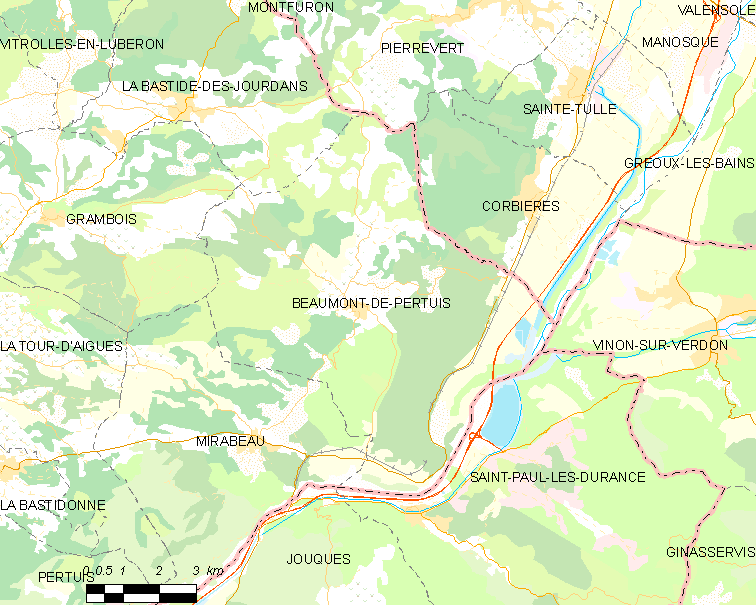
博蒙德佩尔蒂的OSM定位图

博蒙德佩尔蒂的时区为UTC+01:00、UTC+02:00（夏令时）。

## 行政
博蒙德佩尔蒂的邮政编码为84120，INSEE市镇编码为84014。

## 政治
博蒙德佩尔蒂所属的省级选区为佩尔蒂县。

## 人口

1962-2008年间博蒙德佩尔蒂人口变化图示

博蒙德佩尔蒂于2022年1月1日时的人口数量为1102人。